# 三重県道761号小森神川線
三重県道761号小森神川線（みえけんどう761ごう こもりかみかわせん）は、三重県熊野市内を通っていた一般県道である。2012年4月に廃止された。

## 概要

### 路線データ
- 起点：三重県熊野市紀和町小森字イノ岡318番地先[2][3]（「電源開発小森発電所」前）
- 終点：三重県熊野市神川町花知字蜂の巣418番地先[2][3]（三重県道34号七色峡線・三重県道40号熊野矢ノ川線交点）

## 沿革
- 1972年（昭和47年）12月1日 - 認定[4]
  - 起点：三重県南牟婁郡紀和町大字小森
  - 終点：三重県熊野市神川町
- 1973年（昭和48年）3月26日 - 道路区域の決定[5]

三重県南牟婁郡紀和町小森字猪岡318番地先 から
三重県熊野市神川町花知字蜂の巣418番地先 まで（延長 10,900.10m）
- 1977年（昭和52年）3月8日 - 道路の供用開始[6]

三重県南牟婁郡紀和町小森字猪岡318番地先 から
三重県熊野市神川町花知字蜂の巣418番地先 まで
- 2007年（平成19年）4月1日 - 自治体合併に伴う変更[7]
  - 起点：三重県熊野市紀和町小森
  - 終点：（変更なし）
- 2012年（平成24年）4月1日 - 廃止[1]

## 地理

### 通過する自治体
- 三重県熊野市

### 接続する道路
- なし（起点：熊野市紀和町小森、「電源開発小森発電所」前）
- 三重県道52号御浜北山線（熊野市育生町大井で重複）
- 三重県道40号熊野矢ノ川線（熊野市育生町大井 - 熊野市神川町花知（終点）で重複）
- 三重県道34号七色峡線（終点：熊野市神川町花知）

### 周辺
- 小森ダム（熊野川水系北山川）
- 電源開発 小森発電所
- 七色ダム（熊野川水系北山川）
- 電源開発 七色発電所
- 吉野熊野国立公園
- 奥瀞（瀞峡）
- 七色峡
- 相須ケ淵

以下はすべて和歌山県東牟婁郡北山村に存在
- 北山村役場
- 北山村立北山中学校
- 北山村立北山小学校
- 大沼郵便局
- 道の駅おくとろ